# Березин, Владимир Сергеевич
Влади́мир Серге́евич Бере́зин (род. 26 ноября 1966, Москва) — русский писатель-прозаик, критик, эссеист.

## Биография
Владимир Березин родился в Москве. Окончил физический факультет МГУ (1989) и Литературный институт имени А. М. Горького (1997). Защитил магистерскую диссертацию по экономике в Кёльне (1997), печатался как математик с 1994 года.
Публикует прозу, критику и эссеистику в «толстых» журналах «Знамя», «Октябрь», «Новый мир» и др. Работал в газете «ExLibris — НГ» (приложение к «Независимой газете»), где на протяжении многих лет вёл отдел массовой литературы, и газете «Книжное обозрение». Пишет как фантастическую, так и реалистическую прозу.
Переводился на английский, немецкий, французский, китайский, польский, сербский и норвежский языки.

## Книги
Дебютировал в «Новом мире» циклом рассказов «Кормление старого кота» (1996). В 1997 году напечатал в «Знамени» роман «Свидетель» (книжная публикация — 2001 год). В 2002 году критик Сергей Костырко отмечал: «Проза Владимира Березина не может не вызывать в памяти имена Хемингуэя, Виктора Шкловского, отчасти — Юрия Казакова, отчасти — авторов исповедальной молодёжной прозы шестидесятых годов».
В серии ЖЗЛ издал две биографии — посвящённую инженеру Виктору Полякову (2007) и писателю Виктору Шкловскому (2014). Последняя была высоко оценена критиками. Отмечается построение: книга «написана одновременно в жанре документального монтажа и классической биографии: первая составляющая заметно преобладает над второй, что, впрочем, не выглядит недостатком: цитаты из личных писем, воспоминаний Виктора Шкловского и его современников, статей, художественных произведений и официальных документов благодаря тщательному подбору, авторским пояснительным ремаркам и подробным постраничным комментариям превращаются в живой самостоятельный текст», что Березин стилизовал язык биографии Шкловского непосредственно под язык самого Шкловского.
В книге «Диалоги. Никого не хотел обидеть» (2008) автор собрал и записал свои беседы с разными людьми.
В 2010 году принял участие в межавторском цикле «Метро» с романом «Метро 2033. Путевые знаки», который вызвал смешанные отклики, а на следующий год — в проекте S.T.A.L.K.E.R. с романом «Группа Тревиля».
«Путь и шествие» с подзаголовком «(Роман-странствие)» (2010) — это «парадоксальный роман о философии путешествия, в котором герои постоянно движутся, рассказывая друг другу то смешные, то трагические истории и попадая в ситуации не менее смешные или трагические. Роман, не похожий ни на что и отсылающий к сотне всем известных сюжетов».
Роман-пародия «Птица Карлсон». (Роман о летающем человеке) (2010) вышла сразу в двух редакциях, «мужской» и «женской», которые немного отличаются обложками и содержанием. По характеристике рецензента, это — постмодернистская головоломка: «Знакомый нам с детства Карлсон неутомимо меняет гоголевский тарантас на пилатовский бархатный плащ с кровавым подбоем, бороду Черномора на гриб и трубку кэрролловской гусеницы, серую пелену гамлетовского призрака на дорожный наряд хоббита, бэрриморовский костюм на дареный заячий тулуп, межпланетный аппарат красноармейского разведчика на вырезанное тело деревянной куклы, и так до бесконечности». Также в книге было опубликовано произведение «Конвент» — сборник эссе о полувымышленных писателях-фантастах, съезжающихся на ежегодный писательский конвент.
Фантастический роман «Последний мамонт» (Полярный роман) (2012) рассказывает о поисках героем последнего живого мамонта, он получил премию «Книгуру» и был номинирован на премии «Портал» и «Мраморный фавн», вошёл в лонг-лист премий «Нос» и «Большая книга».
В 2018 году была опубликована книга «Он говорит» (Фрактальный роман), характеризуемая критиками так: новая книга «кажется собранием необязательных баек, которыми перекидываются мужики в общей палате травматологического отделения больницы. Но за как бы несерьезной формой стоит мощная традиция — от „Декамерона“ Боккаччо до „Нашего Декамерона“ Эдварда Радзинского, от средневековых фацеций до „Современного патерика“ Майи Кучерской. Которая держит автора и не дает его героям заболтаться».
В 2018 году написал повесть «Зелёная палочка» в жанре альтернативной реальности — о мире, построенном по принципам толстовства. Роман «Дорога на Астапово». (Путевой роман) в журнальном варианте был опубликован в 2010 году, а как книга — в 2018 году, став номинантом премии «Ясная Поляна»-2019. Книга рассказывает о том, как четыре главных героя — Писатель, Архитектор, Краевед и Директор Музея — отправляются по знаковому для русской культуры маршруту из Ясной Поляны к месту смерти Льва Толстого на станции Астапово.

### Премии
- 1995 — премия «Новый мир»
- 1996 — премия Общества им. Н. Карамзина (Цюрих)
- 1998 — премия фонда «Знамя» (за роман «Свидетель»)
- 2000 — премия «Золотой кадуцей» фестиваля «Звёздный мост»
- 2002 — премия Тенёта-Ринет.
- 2008 — премия имени Владимира Одоевского (за рассказ «Восемь транспортов и танкер»)
- 2012 — премия «Книгуру»
- 2018 — премия «Московский наблюдатель»
- 2020 — премия журнала «Новый мир»
- 2021 — премия «Московский наблюдатель»
- 2022 — АБС-премия (Премия А. и Б. Стругацких) 2022 года[12]
- 2022 — Премия «Неистовый Виссарион» (Специальный приз «За вклад в развитие критической мысли и книгу „Необычайное: Критика, публицистика, эссе“»).